# Castries, Hérault

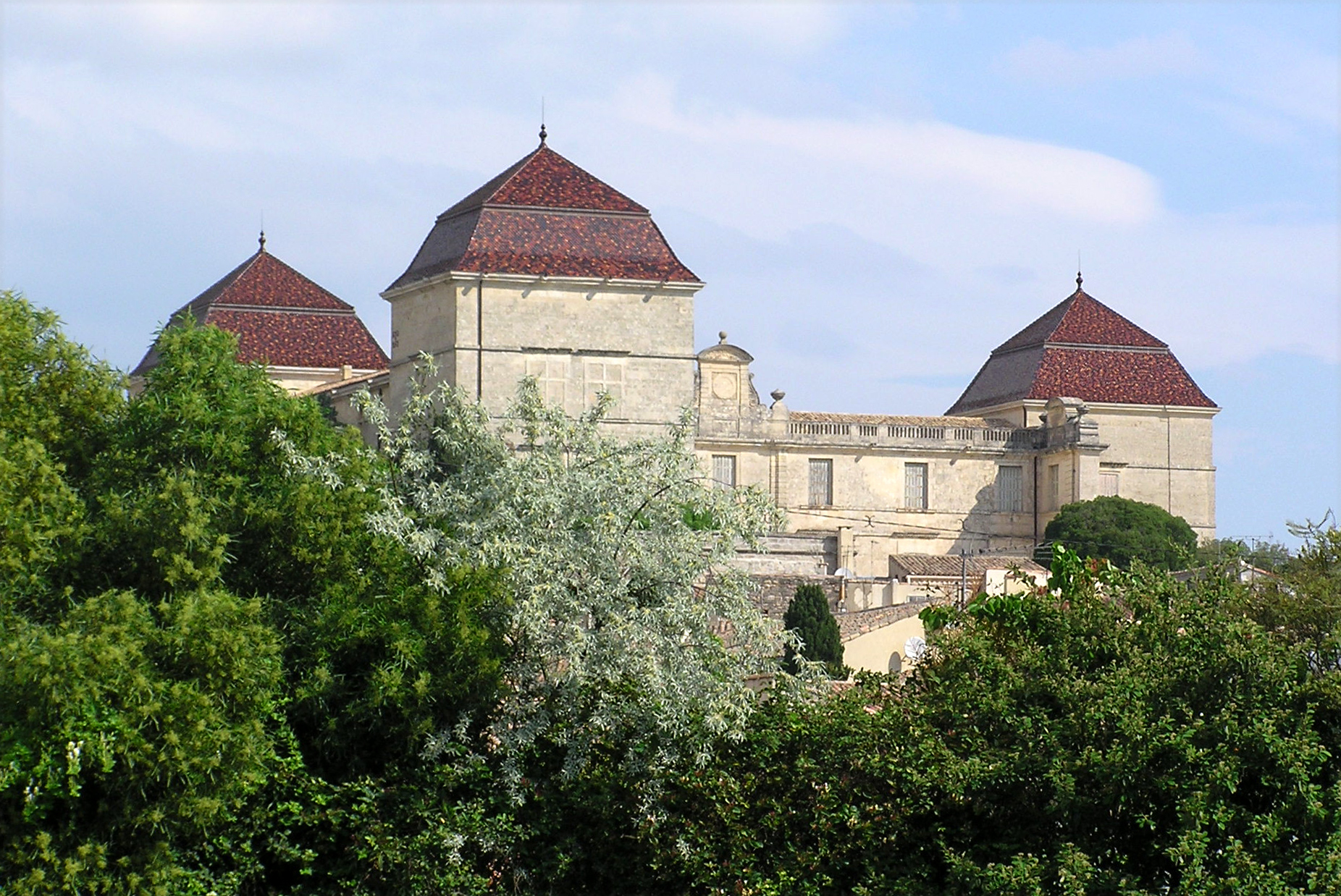
Lâu đài Castries

Castries (tiếng Occitan: Càstias) là một xã thuộc tỉnh Hérault trong vùng Occitanie ở phía nam nước Pháp. Xã này nằm ở khu vực có độ cao trung bình 70 mét trên mực nước biển. Dân số thời điểm năm 1999 là 5423 người.